# Liste der Lieder von Kasabian

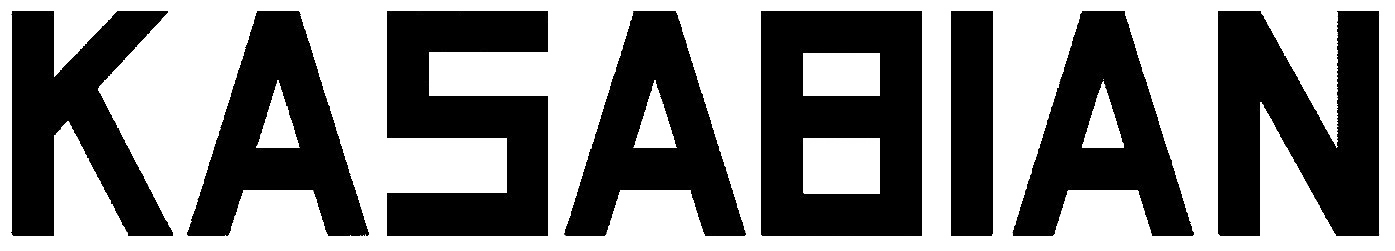
„Kasabian“-Logo

Dies ist eine Liste der Lieder der britischen Rockband Kasabian. Die Reihenfolge der Liste ist alphabetisch geordnet. Sie gibt Auskunft über Autoren, Länge, Album und dem Veröffentlichungsjahr. Sie enthält alle Lieder der bisher veröffentlichten Alben und B-Side-Tracks.

## Alben
- 2004: Kasabian
- 2006: Empire
- 2009: West Ryder Pauper Lunatic Asylum
- 2011: Velociraptor!
- 2014: 48:13
- 2017: For Crying Out LoudInhaltsverzeichnis A B C D E F G H I J K L M N O P Q R S T U V W X Y Z

## 86 Lieder

### #
| # | Titel                        | Dauer | Autoren                               | Album              | Jahr |
| - | ---------------------------- | ----- | ------------------------------------- | ------------------ | ---- |
| 1 | (levitation)                 | 1:19  | Sergio Pizzorno                       | 48:13              | 2014 |
| 2 | (mortis)                     | 0:48  | Sergio Pizzorno                       | 48:13              | 2014 |
| 3 | (shiva)                      | 1:07  | Sergio Pizzorno                       | 48:13              | 2014 |
| 4 | 55 (Live at Brixton Academy) | 4:25  | Christopher Karloff / Sergio Pizzorno | Club Foot (Single) | 2004 |

### A
| # | Titel             | Dauer | Autoren         | Album             | Jahr |
| - | ----------------- | ----- | --------------- | ----------------- | ---- |
| 1 | Acid Turkish Bath | 6:02  | Sergio Pizzorno | Velociraptor      | 2011 |
| 2 | ALYGATYR          | 3:23  | Sergio Pizzorno | ALYGATYR (Single) | 2022 |
| 3 | Apnoea            | 1:48  | Sergio Pizzorno | Empire            | 2006 |

### B
| # | Titel                   | Dauer | Autoren                               | Album              | Jahr |
| - | ----------------------- | ----- | ------------------------------------- | ------------------ | ---- |
| 1 | Bang                    | 3:07  | Christopher Karloff / Sergio Pizzorno | Club Foot (Single) | 2005 |
| 2 | beanz                   | 4:42  | Sergio Pizzorno                       | eez-eh (Single)    | 2014 |
| 3 | Beneficial Herbs - Demo | 3:53  | Christopher Karloff / Sergio Pizzorno | Cutt Off (Single)  | 2005 |
| 4 | Black Whistler          | 3:45  | Sergio Pizzorno                       | Empire (Single)    | 2006 |
| 5 | bow                     | 4:27  | Sergio Pizzorno                       | 48:13              | 2014 |
| 6 | British Legion          | 3:19  | Sergio Pizzorno                       | Empire             | 2006 |
| 7 | bumblebeee              | 4:01  | Sergio Pizzorno                       | 48:13              | 2014 |
| 8 | Butcher Blues           | 4:28  | Christopher Karloff / Sergio Pizzorno | Kasabian           | 2004 |
| 9 | By My Side              | 4:14  | Christopher Karloff / Sergio Pizzorno | Empire             | 2006 |

### C
| # | Titel                               | Dauer | Autoren                               | Album                | Jahr |
| - | ----------------------------------- | ----- | ------------------------------------- | -------------------- | ---- |
| 1 | Caught in Her Mind (Paradise Remix) | 4:07  | Sergio Pizzorno                       | Me Plus One (Single) | 2006 |
| 2 | clouds                              | 4:45  | Sergio Pizzorno                       | 48:13                | 2014 |
| 3 | Club Foot                           | 3:34  | Christopher Karloff / Sergio Pizzorno | Kasabian             | 2004 |
| 4 | Cutt Off                            | 4:38  | Christopher Karloff / Sergio Pizzorno | Kasabian             | 2004 |

### D
| # | Titel              | Dauer | Autoren                               | Album                                | Jahr |
| - | ------------------ | ----- | ------------------------------------- | ------------------------------------ | ---- |
| 1 | Days Are Forgotten | 5:02  | Sergio Pizzorno                       | Velociraptor!                        | 2011 |
| 2 | Doctor Zapp        | 3:33  | Christopher Karloff / Sergio Pizzorno | L.S.F. (Lost Souls Forever) (Single) | 2004 |
| 3 | Doomsday           | 3:40  | Sergio Pizzorno                       | 48:13                                | 2014 |

### E
| # | Titel    | Dauer | Autoren                               | Album  | Jahr |
| - | -------- | ----- | ------------------------------------- | ------ | ---- |
| 1 | Eez-eh   | 3:00  | Sergio Pizzorno                       | 48:13  | 2014 |
| 2 | Empire   | 3:53  | Christopher Karloff / Sergio Pizzorno | Empire | 2006 |
| 3 | Explodes | 4:18  | Sergio Pizzorno                       | 48:13  | 2014 |

### F
| # | Titel     | Dauer | Autoren         | Album                            | Jahr |
| - | --------- | ----- | --------------- | -------------------------------- | ---- |
| 1 | Fast Fuse | 4:10  | Sergio Pizzorno | West Ryder Pauper Lunatic Asylum | 2009 |
| 2 | Fire      | 4:13  | Sergio Pizzorno | West Ryder Pauper Lunatic Asylum | 2009 |

### G
| # | Titel        | Dauer | Autoren         | Album               | Jahr |
| - | ------------ | ----- | --------------- | ------------------- | ---- |
| 1 | Gelfling     | 3:15  | Sergio Pizzorno | bumblebeee (Single) | 2014 |
| 2 | Glass        | 4:48  | Sergio Pizzorno | 48:13               | 2014 |
| 3 | Goodbye Kiss | 4:06  | Sergio Pizzorno | Velociraptor!       | 2011 |

### H
| # | Titel     | Dauer | Autoren         | Album                            | Jahr |
| - | --------- | ----- | --------------- | -------------------------------- | ---- |
| 1 | Happiness | 5:16  | Sergio Pizzorno | West Ryder Pauper Lunatic Asylum | 2009 |

### I
| # | Titel         | Dauer | Autoren                               | Album         | Jahr |
| - | ------------- | ----- | ------------------------------------- | ------------- | ---- |
| 1 | I.D.          | 4:47  | Christopher Karloff / Sergio Pizzorno | Kasabian      | 2004 |
| 2 | I Hear Voices | 3:58  | Sergio Pizzorno                       | Velociraptor! | 2011 |

### J
| # | Titel               | Dauer | Autoren         | Album             | Jahr |
| - | ------------------- | ----- | --------------- | ----------------- | ---- |
| 1 | Julie & the Mothman | 5:38  | Sergio Pizzorno | Underdog (Single) | 2009 |

### K
| # | Titel  | Dauer | Autoren                               | Album           | Jahr |
| - | ------ | ----- | ------------------------------------- | --------------- | ---- |
| 1 | Ketang | 2:13  | Christopher Karloff / Sergio Pizzorno | Empire (Single) | 2006 |

### L
| # | Titel                                | Dauer | Autoren                               | Album                                | Jahr |
| - | ------------------------------------ | ----- | ------------------------------------- | ------------------------------------ | ---- |
| 1 | Lab Twat                             | 3:20  | Christopher Karloff / Sergio Pizzorno | L.S.F. (Lost Souls Forever) (Single) | 2004 |
| 2 | La Fée Verte                         | 5:47  | Sergio Pizzorno                       | Velociraptor!                        | 2011 |
| 3 | Ladies and Gentlemen (Roll the Dice) | 3:33  | Sergio Pizzorno                       | West Ryder Pauper Lunatic Asylum     | 2009 |
| 4 | Last Trip (In Flight)                | 2:53  | Sergio Pizzorno                       | Empire                               | 2006 |
| 5 | Let’s Roll Just Like We Used To      | 4:47  | Sergio Pizzorno                       | Velociraptor!                        | 2011 |
| 6 | L.S.F. (Lost Souls Forever)          | 3:17  | Christopher Karloff / Sergio Pizzorno | Kasabian                             | 2003 |

### M
| # | Titel                   | Dauer | Autoren         | Album         | Jahr |
| - | ----------------------- | ----- | --------------- | ------------- | ---- |
| 1 | Man of Simple Pleasures | 3:51  | Sergio Pizzorno | Velociraptor! | 2011 |
| 2 | Me Plus One             | 2:28  | Sergio Pizzorno | Empire        | 2006 |

### N
| # | Titel         | Dauer | Autoren         | Album                 | Jahr |
| - | ------------- | ----- | --------------- | --------------------- | ---- |
| 1 | Narcotic Farm | 2:59  | Sergio Pizzorno | Goodbye Kiss (Single) | 2011 |
| 2 | Neon Noon     | 5:20  | Sergio Pizzorno | Velociraptor!         | 2011 |

### O
| # | Titel                              | Dauer | Autoren                               | Album             | Jahr |
| - | ---------------------------------- | ----- | ------------------------------------- | ----------------- | ---- |
| 1 | Orange (Interlude)                 | 0:46  | Christopher Karloff / Sergio Pizzorno | Kasabian          | 2004 |
| 2 | Out of Space (Live Lounge Version) | 2:26  | Liam Howlett                          | Cutt Off (Single) | 2005 |
| 3 | Ovary Stripe                       | 3:50  | Christopher Karloff / Sergio Pizzorno | Kasabian          | 2004 |

### P
| # | Titel                      | Dauer | Autoren                               | Album                       | Jahr |
| - | -------------------------- | ----- | ------------------------------------- | --------------------------- | ---- |
| 1 | Pan Am Slit Scam           | 4:58  | Christopher Karloff / Sergio Pizzorno | Cutt Off (Single)           | 2005 |
| 2 | Pictures of Matchstick Men | 3:49  | Status Quo                            | Shoot The Runner (Single)   | 2006 |
| 3 | Pinch Roller (Interlude)   | 1:14  | Christopher Karloff / Sergio Pizzorno | Kasabian                    | 2004 |
| 4 | Pistols at Dawn            | 5:15  | Sergio Pizzorno                       | Days Are Forgotten (Single) | 2011 |
| 5 | Processed Beats            | 3:07  | Christopher Karloff / Sergio Pizzorno | Kasabian                    | 2004 |

### R
| # | Titel             | Dauer | Autoren                               | Album         | Jahr |
| - | ----------------- | ----- | ------------------------------------- | ------------- | ---- |
| 1 | Reason Is Treason | 4:35  | Christopher Karloff / Sergio Pizzorno | Kasabian      | 2004 |
| 2 | Re-Wired          | 4:47  | Lary Blackmon / Tomi Jenkins          | Velociraptor! | 2011 |
| 3 | Road Kill Café    | 2:39  | Sergio Pizzorno                       | Fire (Single) | 2009 |
| 4 | Running Battle    | 4:15  | Christopher Karloff / Sergio Pizzorno | Kasabian      | 2004 |
| 5 | Runaway           | 4:08  | Del Shannon                           | Fire (Single) | 2009 |

### S
| #  | Titel                                  | Dauer | Autoren                               | Album                            | Jahr |
| -- | -------------------------------------- | ----- | ------------------------------------- | -------------------------------- | ---- |
| 1  | Sand Clit                              | 3:38  | Christopher Karloff / Sergio Pizzorno | Club Foot (Single)               | 2004 |
| 2  | SCRIPTVRE                              | 3:49  | Sergio Pizzorno                       | SCRIPTVRE (Single)               | 2022 |
| 3  | Secret Alphabeths                      | 5:07  | Helmut Zacharias / Sergio Pizzorno    | West Ryder Pauper Lunatic Asylum | 2009 |
| 4  | Seek & Destroy                         | 2:15  | Sergio Pizzorno                       | Empire                           | 2006 |
| 5  | Shoot the Runner                       | 3:27  | Sergio Pizzorno                       | Empire                           | 2006 |
| 6  | Somebody to Love                       | 2:48  | The Great Society                     | Me Plus One (Single)             | 2006 |
| 7  | S.P.S.                                 | 4:22  | Sergio Pizzorno                       | 48:13                            | 2014 |
| 8  | Stay Away from the Brown Acid (Part 1) | 3:21  | Sergio Pizzorno                       | Shoot the Runner (Single)        | 2006 |
| 9  | Stevie                                 | 4:45  | Sergio Pizzorno                       | 48:13                            | 2014 |
| 10 | Stuntman                               | 5:19  | Christopher Karloff / Sergio Pizzorno | Empire                           | 2006 |
| 11 | Sun Rise Light Flies                   | 4:08  | Sergio Pizzorno                       | Empire                           | 2006 |
| 12 | Swarfiga                               | 2:18  | Sergio Pizzorno                       | West Ryder Pauper Lunatic Asylum | 2009 |
| 13 | Switchblade Smiles                     | 4:14  | Sergio Pizzorno                       | Velociraptor!                    | 2011 |

### T
| # | Titel             | Dauer | Autoren                               | Album                            | Jahr |
| - | ----------------- | ----- | ------------------------------------- | -------------------------------- | ---- |
| 1 | Take Aim          | 5:23  | Sergio Pizzorno                       | West Ryder Pauper Lunatic Asylum | 2009 |
| 2 | Test Transmission | 3:55  | Christopher Karloff / Sergio Pizzorno | Kasabian                         | 2004 |
| 3 | The Doberman      | 5:34  | Sergio Pizzorno                       | Empire                           | 2006 |
| 4 | The Duke          | 3:37  | Christopher Karloff / Sergio Pizzorno | Club Foot (Single)               | 2005 |
| 5 | The Nightworkers  | 3:16  | Christopher Karloff / Sergio Pizzorno | Processed Beats (Single)         | 2004 |
| 6 | Thick as Thieves  | 3:06  | Sergio Pizzorno                       | West Ryder Pauper Lunatic Asylum | 2009 |
| 7 | Trash Can         | 2:53  | Christopher Karloff / Sergio Pizzorno | Club Foot (Single)               | 2004 |
| 8 | Treat             | 6:53  | Sergio Pizzorno                       | 48:13                            | 2014 |

### U
| # | Titel    | Dauer | Autoren                               | Album                            | Jahr |
| - | -------- | ----- | ------------------------------------- | -------------------------------- | ---- |
| 1 | U Boat   | 10:50 | Christopher Karloff / Sergio Pizzorno | Kasabian                         | 2004 |
| 2 | Underdog | 4:37  | Sergio Pizzorno                       | West Ryder Pauper Lunatic Asylum | 2009 |

### V
| # | Titel            | Dauer | Autoren         | Album                            | Jahr |
| - | ---------------- | ----- | --------------- | -------------------------------- | ---- |
| 1 | Velociraptor!    | 2:54  | Sergio Pizzorno | Velociraptor!                    | 2011 |
| 2 | Vlad the Impaler | 4:44  | Sergio Pizzorno | West Ryder Pauper Lunatic Asylum | 2009 |

### W
| # | Titel                      | Dauer | Autoren         | Album                            | Jahr |
| - | -------------------------- | ----- | --------------- | -------------------------------- | ---- |
| 1 | West Ryder Silver Bullet   | 5:15  | Sergio Pizzorno | West Ryder Pauper Lunatic Asylum | 2009 |
| 2 | Where Did All the Love Go? | 4:17  | Sergio Pizzorno | West Ryder Pauper Lunatic Asylum | 2009 |